# Переможець (фільм, 1996)
Переможець (англ. The Winner) — американський фільм 1996 року.

## Сюжет
Філіп, страждаючи від депресії, зайшов в казино і виграв. Це сталося в неділю, і з тих пір він грав і незмінно вигравав тільки по неділях. Він ніколи не ставив більше тисячі, а гроші витрачав і роздавав. Хлопцем вирішила скористатися повія Ліза, яка заборгувала 50 тисяч баксів, щоб не тільки розплатитися з крутими хлопцями, але і розбагатіти разом зі своїм сутенером.

## У ролях
| Актор             | Роль    |
| ----------------- | ------- |
| Ребекка Де Морней | Луїза   |
| Вінсент Д'Онофріо | Філіп   |
| Річард Едсон      | Френкі  |
| Саверіо Гуерра    | Полі    |
| Делрой Ліндо      | Кінгман |
| Майкл Медсен      | Вольф   |
| Біллі Боб Торнтон | Джек    |
| Френк Вейлі       | Джої    |